# Taku Aramasa
Taku Aramasa (新正 卓, Aramasa Taku, né en 1936) est un photographe japonais.
Né à Tokyo le 15 août 1936, Aramasa suit sa famille au Mandchoukouo en 1940. En 1948, ils reviennent et s'installent à Sakata, Yamagata. Diplômé de l'école d'art de Musashino (武蔵野美術学校, Musashino Bijutsu Gakkō) (à présent université d'art de Musashino) en 1960, il crée une société de design dont il est directeur artistique puis travaille de façon indépendante à partir de 1970. Il travaille comme photographe de mode à Paris de 1973 à 1976. En 1980, il rencontre ses parents, dont il avait été séparé, et commence à travailler sur une contribution photographique à l'effort de réunion des orphelins de guerre japonais et de leurs parents biologiques. Ce travail connaît des ramifications avec la photographie de personnes d'ascendance japonaise à Hawaii et en Amérique du Sud.
A Portrait of Japanese Immigrants to South America lui vaut de remporter l'édition 1986 du prix Domon Ken; Aramasa remporte par la suite plusieurs autres prix.
Aramasa enseigne à l'université d'art de Musashino depuis 1993.

## Expositions
- A Portrait of Japanese Immigrants to South  America, Yurakucho Marion, Tokyo, 1986
- A Portrait of Japanese Immigrants to South  America, Hiroshima and Osaka, Japan, 1987
- Taku Aramasa Photographs-The 80th Anniversary  of Japanese Immigration to Brazil, musée d'art moderne de São Paulo, São Paulo, 1988
- Family, Commemorative Exhibition of ‘Who Am  I', Salon Nikon, Tokyo et Osaka, 1990
- Who Am I?- War Orphans Left in China, Tokyo Metropolitan Art Gallery, Tokyo, 1991
- Who Am I?- War Orphans Left in China, Hiroshima and Fukuoka, Japan, 1992
- Taku Aramasa Photographs: Portraits of Native America, Yuraku-cho Art Forum, Tokyo, Hakata, Nara and Takaoka, Japan, 1994
- Silent Land-Prison Camps in Siberia, Sinjuku Park Tower Gallery 1, Tokyo, 1995
- Manchuria/Siberia, musée municipal de Kawasaki, Kawasaki, Japan, 1996
- Silent Land-Prison Camps in Siberia, musée métropolitain de photographie de Tokyo, Tokyo, 1997
- Aramasa Taku Photographs-America/Promised Land, Mitsumura Art Plaza, Tokyo, 2000
- 11+1 Photographs, Musashino Art University, Department of Imaging Arts 10th Anniversity, Mitsumura Art Plaza, Tokyo, 2000
- Aramasa Taku Photographs: Portraits of Japanese Immigrants, Polaroid Gallery, Tokyo, 2001
- Only Skin Deep-Changing vision of the American self, centre international de la photographie, New York, NY
- Aramasa Taku-Sakura, Stephen Wirtz Gallery, San Francisco California, 2005
- Aramasa Taku Photographs-Apocalypse, Museum of Musashino Art University, Tokyo, 2006
- Aramasa Taku Photographs-America/promised Land (platinum prints) Gallery Out of Place, Nara Japan, 2008
- Aramasa Sakura,  Nikon Salon, Tokyo and Osaka, 2008

## Prix
- 28e New Artist of the Year Award, association japonaise de photographie, 1978
- Grand Prix (Public Poster) à la 1re International Triennale de Toyama, 1985
- 5e prix Domon Ken, 1986
- 10e prix Higashikawa, 1994
- 46e prix « Artist of the Year », association japonaise de photographie, 1996

## Collections
- Center for Creative Photography, University of Arizona, Arizona
- Domon Ken Memorial Hall, Sakata, Japan
- Higashikawa Museum, Higashikawa-cho, Hokkaido, Japan
- São Paulo Museum, São Paulo, Brazil
- History Museum of Japanese Immigrants, São Paulo, Brazil
- Centre international de la photographie, New York, New York
- Musée d'histoire des droits de l'homme, Osaka, Japan
- San Francisco Museum of Modern Art, San Francisco, California
- Musée d'histoire des immigrants japonais, San Jose, California
- Musée métropolitain de photographie de Tokyo, Tokyo, Japan[2].
- Stephen Wirtz Gallery, San Francisco, California
- Gallery Out of Place, Nara, Japan
- Musée de l'université d'art de Musashino, Tokyo, Japan

## Livres

### Albums d'Aramasa
(par ordre chronologique mais peut-être incomplet)
- Gyakkō sango shō (逆光サンゴ礁?). Tokyo: Bunka Shuppankyoku, 1974.
- Aramasa Taku shashinshū ((新正卓写真集?). Tokyo: 北斗企画.
  - 3. Anita Russell. (titre en caractères latins) 1977.
  - 4. Carnaval (titre en caractères latins) 1979.
- Carnaval: Aramassa e os anjos. (titre en caractères latins) Tokyo: Canon, 1979.
- To My Angels 2e ed. Tokyo: Zenkoku Kajo Hōrei Shuppan, 1983.  (ISBN 4-421-01526-1).
- Haruka naru sokoku ((遥かなる祖国?) / A Portrait of Japanese Immigrants to South America. Tokyo: Asahi Shinbunsha, 1985.  (ISBN 4-02-255402-9). Texte en japonais et anglais (traduction en anglais de Lora Sharnoff).
- Who Am I? War Orphans Left in China.  Who Am I? Publishing Committee. 1990.
- Shūchō no keifu (酋長の系譜?) / Portraits of Native America. Tokyo: Kōdansha, 1993.  (ISBN 4-06-206731-5).
- Monchiku no daichi / Shiberia (沈黙の大地/シベリア?) / The Silent Land: Prison Camps in Siberia. Tokyo: Chikuma Shobō, 1995.  (ISBN 4-480-87274-4).
- Yakusoku no daichi / Amerika (約束の大地/アメリカ?) / America / Promised Land. Tokyo: Misuzu Shobō, 2000.  (ISBN 4-622-04422-6). Texte en japonais et en anglais.
- Mokushi (黙示?). Musashino, Tokyo : Musashino Daigaku Shuppankyoku, 2006.  (ISBN 4-901631-73-X).
- Aramasa Taku Photographs-Apocalypse. Museum Musashino Art University, 2006.
- Aramasa Taku Photographs- Apocalypse. Museum of Musashino Art University, 2007. E-book.

### Autre livre présentant des œuvres d'Aramasa
- (ja) Nihon nūdo meisakushū (日本ヌード名作集, Japanese nudes). Camera Mainichi bessatsu. Tokyo: Mainichi Shinbunsha, 1982. pp. 262-3 show a pair of photographs by Aramasa.

## Source
(ja) Nihon shashinka jiten (日本写真家事典) / 328 Outstanding Japanese Photographers. Kyoto: Tankōsha, 2000.  (ISBN 4-473-01750-8). Uniquement en japonais, en dépit de son titre alternatif en langue anglaise.